# Prosthiochaeta bifasciata
Prosthiochaeta bifasciata är en tvåvingeart som beskrevs av Hiroshi Hara 1987. Prosthiochaeta bifasciata ingår i släktet Prosthiochaeta och familjen bredmunsflugor.
Artens utbredningsområde är Sydkorea. Inga underarter finns listade i Catalogue of Life.